# برايان ستيوارت (مدرب رياضي)
برايان ستيوارت (بالإنجليزية: Brian Stewart)‏ هو مدرب رياضي أمريكي، ولد في 4 ديسمبر 1964 في سان دييغو في الولايات المتحدة.